# Fußach
Fußach est une commune autrichienne du district de Brégence dans le Vorarlberg.

## Politique et administration

### Maires
| Période                                  | Période  | Identité       | Étiquette                            | Qualité |
| ---------------------------------------- | -------- | -------------- | ------------------------------------ | ------- |
| 1945                                     | 1950     | Eduard Weiß    |                                      |         |
| 1950                                     | 1955     | Fritz Rohner   | VdU                                  |         |
| 1955                                     | 1981     | Kurt Nagel     | VdU (1955-1956) puis FPÖ (1956-1981) |         |
| 1981                                     | 1993     | August Grabher | FPÖ                                  |         |
| 1993                                     | En cours | Ernst Blum     | FPÖ                                  |         |
| Les données manquantes sont à compléter. |          |                |                                      |         |

### Conseil municipal
Lors des élections communales de 2015, la répartition des sièges selon les partis s'est exprimée ainsi (24 sièges à répartir):
| Parti | Parti                                   | Voix | % | Élus    |
| ----- | --------------------------------------- | ---- | - | ------- |
|       | Parti de la liberté d'Autriche (FPÖ)    | ?    | ? | 13 / 24 |
|       | Parti populaire autrichien (ÖVP)        | ?    | ? | 10 / 24 |
|       | Les Verts - L'Alternative verte (GRÜNE) | ?    | ? | 1 / 24  |

## Population et société

### Évolution démographique
| 1869 | 1880 | 1890 | 1900 | 1910 | 1923 | 1934 | 1939 | 1951 |
| ---- | ---- | ---- | ---- | ---- | ---- | ---- | ---- | ---- |
| 616  | 585  | 575  | 677  | 644  | 566  | 664  | 673  | 706  |

| 1961  | 1971  | 1981  | 1991  | 2001  | 2011  | 2018  | - | - |
| ----- | ----- | ----- | ----- | ----- | ----- | ----- | - | - |
| 1 013 | 1 704 | 2 655 | 3 073 | 3 521 | 3 700 | 3 871 | - | - |

### Immigration
| Pays de naissance       | Population |
| ----------------------- | ---------- |
| Allemagne               | 138        |
| Autres Union européenne | 87         |
| Suisse + Liechtenstein  | 25         |
| Ex- Yougoslavie         | 97         |
| Turquie                 | 196        |
| Autres                  | 65         |
| Total                   | 608        |

Au 31 décembre 2016, 83,4% des habitants de Fußach étaient des citoyens autrichiens. Le plus grand groupe de citoyens non-autrichiens sont les Turcs.